# Romuald Mainka
Romuald Mainka (ur. 15 maja 1963 w Gliwicach) – niemiecki szachista polskiego pochodzenia, arcymistrz od 1993 roku.

## Kariera szachowa
W latach 70. jego rodzina wyjechała do Republiki Federalnej Niemiec i zamieszkała w Dortmundzie. W 1980 r. odniósł pierwszy znaczący sukces, zajmując II m. (za Jaanem Ehlvestem) w otwartym turnieju juniorów w Schilde. W kolejnych latach zwyciężył bądź podzielił I miejsca w wielu międzynarodowych turniejach, m.in.:
- 1987 – Dortmund (turniej B),
- 1990 – Praga (wspólnie z Eckhardem Schmittdielem),
- 1991 – Dortmund (turniej C, wspólnie z Konstantinem Sakajewem i Ralfem Lauem),
- 1992 – Kolonia (wspólnie z Ralfem Lauem),
- 1993 – Ano Liosia,
- 1995 – Schwäbisch Gmünd,
- 1996 – Recklinghausen, Weilburg (wspólnie z Feliksem Lewinem i Edvinsem Kengisem),
- 1997 – Würzburg, Leverkusen (wspólnie z Larrym Christiansenem),
- 1999 – Saarlouis, Essen (wspólnie z Viestursem Meijersem), Kleve (wspólnie z Karlem-Heinzem Podzielnym(inne języki)),
- 2000 – Recklinghausen (wspólnie z Feliksem Lewinem i Danielem Fridmanem),
- 2002 – Travemünde (wspólnie z Robertem Rabiegą, Siergiejem Kaliniczewem i Aleksandrem Bangiewem),
- 2003 – Saarlouis (wspólnie z Ivanem Farago),
- 2005 – Recklinghausen,
- 2006 – Recklinghausen.

Kilkukrotnie startował w finałach indywidualnych mistrzostw Niemiec, najlepszy wynik osiągając w 1994 r. w Binz, gdzie podzielił III miejsce (za Peterem Endersem i Matthiasem Wahlsem, wspólnie z Michaelem Bezoldem i Aleksandrem Bangiewem). Do swoich sukcesów może również zaliczyć samodzielne II m. (za Aleksandrem Moroziewiczem, przed m.in. Konstantinem Asiejewem, Władisławem Tkaczowem, Anthony Milesem, Aleksiejem Jermolinskim, Johnem Nunnem, Lwem Psachisem, Borysem Altermanem czy Lembitem Ollem) w silnie obsadzonym otwartym turnieju Lloyds Bank w Londynie w 1994 roku.
Najwyższy ranking w karierze osiągnął 1 lipca 1992 r., z wynikiem 2550 punktów dzielił wówczas 5-6. miejsce (wspólnie z Christopherem Lutzem) wśród niemieckich szachistów.